# Silène ivre (Rubens)
Pour les articles homonymes, voir Silène ivre.
Silène ivre est un tableau du peintre Pierre Paul Rubens réalisé vers 1617-1618 et achevé vers 1626. Cette peinture à l'huile sur panneau représente un Silène, satyre de la mythologie grecque, qui, frappé d'ivresse, évolue nu au milieu de différents personnages et animaux. Elle est conservée à l'Alte Pinakothek, à Munich, en Allemagne.